# H.R. Haldeman
Harry Robbins (H.R.) "Bob" Haldeman, född 27 oktober 1926 i Los Angeles, Kalifornien, död 12 november 1993 i Santa Barbara, Kalifornien, var en amerikansk politisk konsult, statstjänsteman och affärsman. Som Vita husets stabschef under USA:s president Richard Nixon 1969–1973 var han en av de centrala gestalterna i Watergateaffären som fick sin början med ett inbrott i demokraternas högkvarter i kontorsbyggnaden Watergate 1972. Haldemans roll i hemlighållandet av skandalen ledde till hans avgång och 18 månader i fängelse.
Fadern Harry F. Haldeman var en förmögen affärsman som donerade pengar åt republikanerna. Familjen Haldeman var medlemmar av trossamfundet Kristen Vetenskap. Bob Haldeman studerade vid University of Redlands, University of Southern California och University of California at Los Angeles. Under studietiden vid UCLA lärde han känna John Ehrlichman. Deras vänskap visade sig långvarig och de var senare båda bland Nixons närmaste medarbetare. Haldeman gjorde sin karriär inom reklambranschen i det framstående företaget J. Walter Thompson. Haldeman arbetade för Nixons vicepresidentkampanj i presidentvalet i USA 1956 och presidentkampanj i presidentvalet i USA 1960.
Haldeman var kampanjchef för Nixons guvernörskampanj i Kalifornien 1962. Nixon förlorade det valet mot Pat Brown. Haldeman hade en viktig roll i Nixons kampanj presidentvalet i USA 1968 speciellt med uppgiften att skapa kandidatens image. Haldeman skrev dagbok under tiden i Vita huset. Haldemans dagböcker publicerades 1994 efter hans död. Historikern Stephen Ambrose skrev efterord i The Haldeman Diaries. I Vita huset blev Haldeman och Ehrlichman kända som "Berlinmuren" ("The Berlin Wall"), eftersom de begränsade andras tillgång till presidenten och båda var tyskamerikaner.
Haldeman skrev tillsammans med Joseph DiMona memoarboken The Ends of Power (1978). I boken tar han på sig ansvaret för att ha skapat atmosfären där Watergateaffären blev möjlig.